# Bart Carny
Bart Carny, titulado Bart feriante en España y Bart en la feria en Hispanoamérica, es el duodécimo episodio de la novena temporada de la serie animada Los Simpson, estrenado originalmente en la cadena FOX el 11 de enero de 1998. En el episodio, Homer y Bart comienzan a trabajar en una feria y se hacen amigos de unos feriantes padre e hijo, llamados Cooder y Spud. Fue escrito por John Swartzwelder, dirigido por Mark Kirkland y la estrella invitada fue Jim Varney como Cooder el feriante.
Este es el primero episodio en donde entra Claudia Motta al elenco de doblaje de Los Simpson en Hispanoamérica con la voz de Bart, tras la salida de Marina Huerta por problemas de salario.

## Sinopsis
Cuando Marge intenta convencer a Bart y Lisa para que arreglen el jardín, pasa un camión por enfrente de su casa anunciando la feria de Springfield. Cuando los niños le piden a su madre dinero, esta dice que se lo daría a cambio de que arreglasen el jardín. Entonces llega Homer y les da dinero.
En la feria montan en diversas atracciones, como el "melladientes" (una montaña rusa que se frena en seco en las cuestas abajo), el túnel del terror (que se encuentra en un estado catastrófico) y el simulador de arreglar jardines. La familia, luego, encuentra que en la feria exponen el coche de Hitler. Bart se sube en él, y accidentalmente lo estrella. Para pagar los daños, Bart y Homer han de trabajar en la feria hasta que hayan ganado suficiente dinero. 
Al día siguiente, van a la feria a cumplir los trabajos. Primero se encuentran a Cooder y a su hijo, Spud: unos feriantes que engañaron a Homer la noche anterior. Estos les sirven el desayuno. Después deben cumplir con tareas como deshacerse de las heces del caballo más pequeño del mundo, o arrancar de un mordisco la cabeza de un pollo y luego sonreír. Por la noche Cooder pide a Homer que lleve durante un rato su caseta. 
Unos minutos más tarde, llega Seymour Skinner con su madre, Agnes, a jugar a la caseta de Cooder, pero pierden. Estos les denuncian porque creen que está trucada. Llega el Jefe Wiggum y le dice a Homer que va a cerrar la caseta, salvo que le soborne. Pero la estupidez de Homer provoca el cierre. Homer invita a Cooder y a Spud a quedarse en su casa. 
Un día, Cooder le da a la familia unos billetes para un paseo en barco con fondo de cristal y se van, dejando en la casa a Cooder e hijo. Cuando vuelven, se dan cuenta de que lo del paseo era una trampa para apoderarse de la casa, por lo que la familia se queda en la casita del árbol de Bart a dormir. Ahí idean un plan para recuperar su casa.
Al día siguiente, Homer ofece un trato a los Cooder. Si Homer logra meter un hula-hop en la chimenea, recuperarán su casa. Pero si falla, Homer firmaría en nombre de Cooder los escritos de la casa, por lo que los feriantes se quedarían con la casa legalmente. 
Cooder y Spud salen a ver a Homer. Este amaga para lanzarlo, pero lo tira al suelo y la familia huye adentro de su casa, dejando a los Cooder afuera.
Mientras limpian y acomodan todo, Homer los mira por la ventana y empieza a reírse de ellos, pero inmediatamente vuelve a sentir lastima por los Cooder y le pregunta a la familia si los dejaría quedarse un tiempo. Entonces Bart por temor a que pase lo mismo otra vez le dice a Marge: "Mamá, quítalo de la ventana", y entonces ella hace que Homero se siente en su sillón a ver la tele para que lo olvide, pero al sentarse, esperando sentir "sus huequitos", Homero, exclama: "Ay, les cambiaron la forma con el agua", puesto que Lisa y Marge estaban lavando el sofá con una manguera, y luego continúa diciendo: "Bueno, pon una olla de café, Marge. ¡Esto va a llevar tiempo!". Y se sienta a formar otra vez los "huequitos".

## Producción

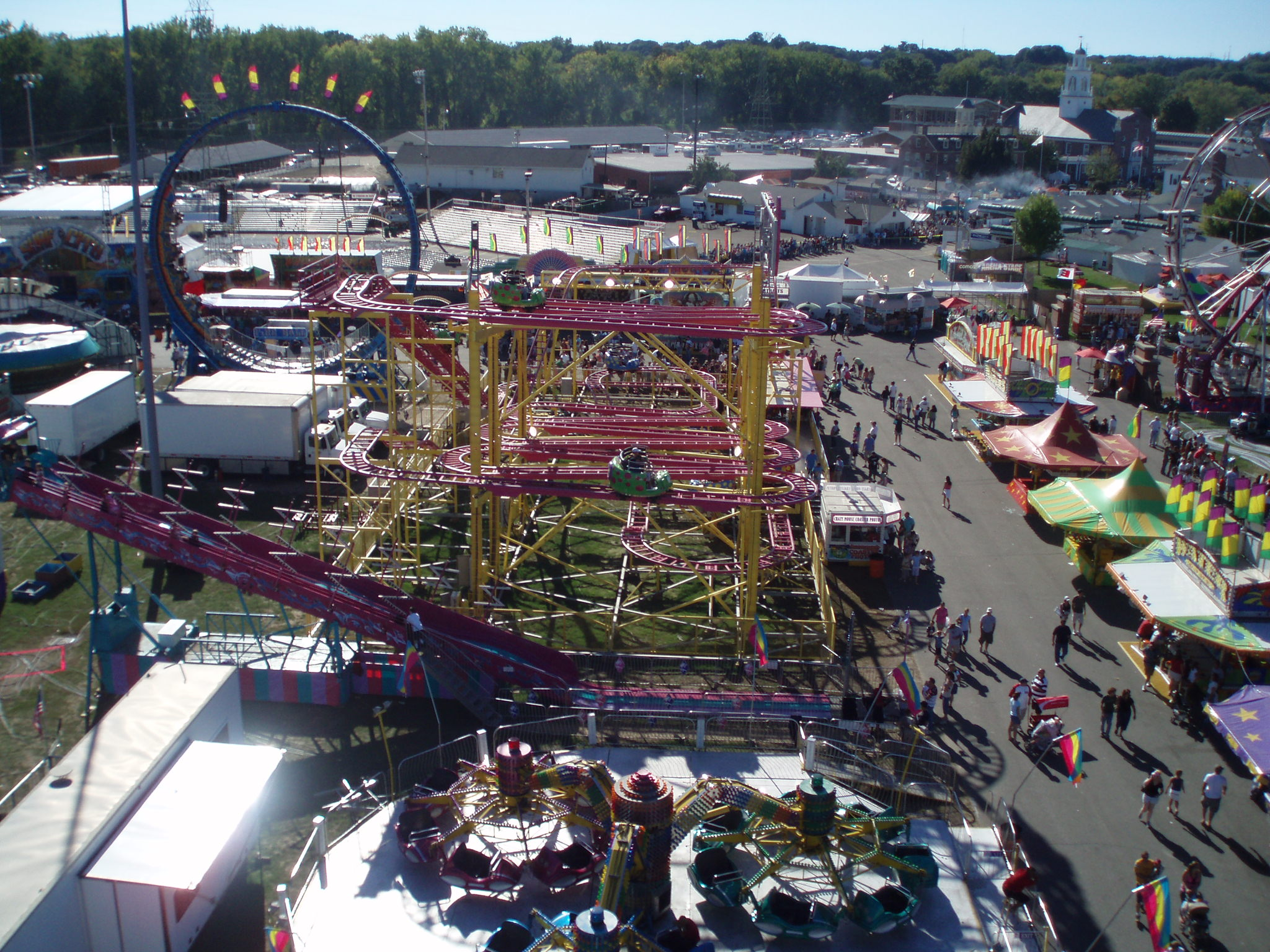
Feria The Big E en Springfield en 2007.

La feria de este episodio está basada en la feria The Eastern States Exposition (actualmente conocida como The Big E). Cuando era niño, Mike Scully solía ir a ferias, y soñaba en algún día ser feriante. Pensaba que los feriantes eran las mejores personas del mundo. Por otra parte, este es el único episodio que Mark Kirkland no le dijo a sus padres que viesen. Esto es debido a la línea de Bart "Fuera de mi camino, ¡soy Hitler!". El padrastro de Kirkland fue teniente durante la Segunda Guerra Mundial y fue herido en combate. Cooder fue diseñado para recordar a David Mirkin, quien colaboró con el guion de Los Simpson: la película y es el productor ejecutivo de dos episodios de la novena temporada de la serie. La forma de la cabeza de Spud fue diseñada igual que la cabeza de Bart. El movimiento del ojo de Cooder, cuando mira por la cerradura de la puerta, fue hecho a mano por el director asistente Matthew Nastuk. Matt Groening dijo que muchos finales hubieran sido adecuados, además del truco de Homer de embocar el hula hula en la chimenea.